# البالاتي دي لاس نوغويراس
بلدية البالاتي دي لاس نوغويراس (بالإسبانية: Albalate de las Nogueras)‏، هي إحدى بلديات مقاطعة قونكة إحدى مقاطعات إسبانيا، والتي تقع في منطقة قشتالة لا منتشا وسط البلاد، والمائلة لجهة الشرق من إسبانيا.
يبلغ عدد سكانها 303 نسمة وفقاً لإحصائية سنة (2007).